# 北凱科斯島
北凱科斯島（英語：North Caicos）是英國屬地土克凱可群島的島嶼，位於大西洋海域，屬於凱科斯群島的一部分，長21.8公里、寬8.56公里，面積116.1平方公里，最高點海拔高度20米，2012年人口2,152。

## 外部連結
- North Caicos at TCI Mall